# 萬人日報
《萬人日報》（Popular Daily）是一份已停刊的香港中文報紙，由萬人傑（陳子雋）在1975年7月7日於香港創辦，旨在秉持全面中國抗日戰爭精神去對抗中國共產黨暴政。该报日出对开一张，可销往台湾。第一版要闻，包括香港、中国大陆及台湾新闻與专论；第二版为“大陆内幕”及香港影视消息；第三版為小说及专栏；第四版為香港社会新闻。社址在香港英皇道677号6楼。

## 註腳
1. ↑  美國萬人傑新聞文化基金會頒獎大典記盛 的存檔，存档日期2011-10-16.
2. ↑  [永久]